# Austevoll
Austevoll er en økommune i den vestlige del af Vestland fylke i Norge. Navnet Austevoll (= Østervold) er egentlig et gårdsnavn fra øen Hundvåkøy.
Kommunen ligger ud til Nordsøen og er ellers omgivet af Sund og Bergen kommuner i nord, Os og Tysnes i øst, og Stord og Bømlo i syd. Kommunen består af 667 store og små øer med i alt 5.100 indbyggere.
Fiskeri har i flere generationer været kommunens hovederhverv. Drift af havbrug havde stor vækst i løbet af 1980'erne, og i dag er kommunen regnet som en af Norges største lakseopdrætskommuner.
Administrationscenteret i kommunen er Storebø, som også er den største bygd med 1.377 indbyggere i 2016. Kommunen har en videregående skole, Fiskerfagskolen i Austevoll. Havforskningsinstituttet har forskningsstation i Austevoll.

## Historie
Austevoll kommune blev oprettet som egen kommune i 1886, da den udskiltes fra Sund kommune. I 1964 blev de sydlige dele af øerne Huftarøy og Selbjørn overført fra Fitjar kommune.
Bekkjarvik gæstgiveri  blev oprettet, da Christian 4. besluttede, at der skulle bygges et overnatningssted for hver halve eller hele dagsrejse i skibsleden. Lystbådehavnen i Bekkjarvik er tidligere kåret til "årets gæstehavn" i Norge.
Som det ældste handelssted regnes alligevel Bakholmen, en lille holm, der engang tjente som tingsted.

## Geografi
Austevoll består af 667 småkuperede øer og holme. Kommunen har en samlet strandlinje på 337 kilometer og et areal på 114 km². Det højeste punkt i Austevoll er Loddo på 244 meter. I vest grænser kommunen til Nordsøen, i nord og nordøst Korsfjorden og Bjørnafjorden, i øst Langenuen, og Selbjørnsfjorden i syd. De største øer i kommunen er Huftarøy, Selbjørn, Hundvåkøy, Stolmen og Storekalsøy.

## Demografi
Otte af kommunens 667 øer har fast bosætning året rundt. 29 % af befolkningen lever i bymæssige områder, disse er Storebø og Bekkjarvik. 28 % af befolkningen er under 17 år, dette er 4,4 % over gennemsnittet for hele landet. 4,7 % af indbyggerne i kommunen er 80 år eller ældre.

### Største bygder
|   |             | Indb. bygd (2005) | Indb. kreds (2001) |
| 1 | Storebø     | 1,032             | 1,341              |
| 2 | Bekkjarvik  | 355               | 489                |
| 3 | Kolbeinsvik |                   | 481                |
| 4 | Vinnes      |                   | 378                |
| 5 | Haukanes    |                   | 235                |

### Største øer
|   | Ø           | Indb. |
| 1 | Huftarøy    | 2,435 |
| 2 | Selbjørn    | 956   |
| 3 | Hundvåkøy   | 554   |
| 4 | Stolmen     | 206   |
| 5 | Storekalsøy | 167   |
| 6 | Møkster     | 65    |
| 7 | Litlekalsøy | 26    |
| 8 | Lunnøy      | 10    |

## Infrastruktur

### Forbindelser til området udenfor Austevoll
Austevoll er knyttet til fastlandet med færger og hurtigbåde. Kommunens vigtigste forbindelse går mellem Austevollshella på Hundvåkøy og Hufthammar på Huftarøy, nordover til Krokeide færgekaj i Bergen. Denne opereres af to bilfærger. Kommunen er knyttet til Stord med bilfærge fra Husavik på Huftarøy.
Flaggruten, som er en hurtigbådsforbindelse mellem Bergen og Stavanger, anløber Hufthammar på alle sine ture. Derudover anløber hurtigbådene mellem Bergen og Sunnhordland Austevoll fire gange daglig.

### Forbindelser imellem øer i Austevoll
Følgende øer er forbundet med bro:
- Huftarøy og Selbjørn ("Selbjørnsbroen", åbnet 1980)
- Selbjørn og Stolmen ("Stolmasundsbroen", åbnet 1998)
- Hundvåkøy og Litlakalsøy (Bakkasundbroen, åbnet 1999)

Mellem Huftarøy og Hundvåkøy går der bilfærge. Her blev der i efteråret 2004 startet et broprojekt, som nu binder øerne sammen. Projektet består af to dæmninger og to broer. Broerne fik navnet Austevollsbroerne som et symbol på, at de har samlet øerne, så 97 % af befolkningen i kommunen er knyttet sammen.
En hurtigbåd forbinder de mindste øer i vest med resten af kommunen.